# Représentation en justice
La représentation en justice est le phénomène par lequel une personne, professionnelle ou non, intervient devant une juridiction au nom d'un justiciable. La représentation en justice suppose l'existence mandat ad litem. Elle ne se confond pas avec la simple assistance qui permet d'avoir une personne à ses côtes.
La représentation en justice, selon les cas, peut être obligatoire (souvent dans le cadre des « procédures écrites »), facultative (souvent dans le cadre des « procédures orales »), ou interdite (rare de nos jours).